# Oscar Wendt
Oscar Wendt (født 24. oktober 1985) er en svensk fodboldspiller, der spiller for Borussia Mönchengladbach i den tyske Bundesliga.
Han blev født i Gøteborg, men flyttede som lille med familien til Skövde hvor han som ung spillede for IFK Skövde. Senere skulle han dog vende tilbage til Gøteborg, hvor han fra 2003-2006 spillede han IFK Göteborg. I 2006 skrev han en 4 årig aftale med FC København, som han i juni 2009 forlængede til udløb sommeren 2011.

## = FC København
I de første par år i FCK fik han ikke meget spilletid, da han først var backup for André Bergdølmo og senere Niclas Jensen. I starten af 2008/2009 sæsonen lykkedes det dog for ham, at erobre en fast plads i startopstillingen, og blive en vigtig del af førsteholdstruppen. Det gode spil resulterede i interesse fra både Genoa og West Ham, Oscar Wendt insisterede dog på, at han ville blive i FCK.
Selvom det var småt med spilletid i den første tid i klubben, formåede han dog, mens Niclas Jensen var skadet, at tilspille sig en plads i startopstillingen. I en Champions League kamp mod Celtic, hvor FCK vandt 3-1, blev han endda udtaget til Rundens Hold, sammen med Michael Gravgaard.
Oscar Wendt scorede sit første mål for F.C. København den 6. oktober 2008 i en kamp mod Vejle Boldklub.

### Borussia Mönchengladbach
I sommerpausen udløb Wendts kontrakt med FC København, hvorefter han skiftede på en fri transfer til tyske Borussia Mönchengladbach, hvor han underskrev en treårig kontrakt.